# Aloe schweinfurthii
Aloe schweinfurthii ist eine Pflanzenart der Gattung der Aloen in der Unterfamilie der Affodillgewächse (Asphodeloideae). Das Artepitheton schweinfurthii ehrt den deutschen Botaniker und Geografen Georg Schweinfurth.

## Beschreibung

### Vegetative Merkmale
Aloe schweinfurthii wächst stammlos oder kurz stammbildend, sprosst und bildet kleine Gruppen. Die 16 bis 20 lanzettlich verschmälerten Laubblätter bilden eine dichte Rosette. Die graugrüne, bläulich überhauchte Blattspreite ist 45 bis 60 Zentimeter lang und 6 bis 7 Zentimeter breit. Auf ihr befinden sich in der Regel nahe der Basis wenige zerstreute weißliche Flecken. Die Blattoberfläche ist glatt. Die stechenden, rötlich braunen Zähne am Blattrand sind 4 Millimeter lang und stehen 10 bis 12 Millimeter voneinander entfernt. Der Blattsaft trocknet etwas purpurfarben.

### Blütenstände und Blüten
Der Blütenstand weist bis zu zehn Zweige auf und erreicht eine Länge von bis zu 100 Zentimeter. Die ziemlich dichten, zylindrisch spitz zulaufenden Trauben sind 10 bis 20 Zentimeter lang und 7 Zentimeter breit. Die eiförmig-spitzen Brakteen weisen eine Länge von 4 bis 7 Millimeter auf und sind 2 bis 3 Millimeter breit. Die scharlachroten Blüten werden zur Mündung orange und stehen an 12 bis 15 Millimeter langen Blütenstielen. Sie sind 25 bis 30 Millimeter lang und an der Basis kurz verschmälert. Auf Höhe des Fruchtknotens weisen die Blüten einen Durchmesser von 7 Millimeter auf. Darüber sind sie zur Mündung verengt. Ihre äußeren Perigonblätter sind auf einer Länge von 12 Millimetern nicht miteinander verwachsen. Die Staubblätter und der Griffel ragen 2 bis 5 Millimeter aus der Blüte heraus.

## Verbreitung, Systematik und Gefährdung
Aloe schweinfurthii ist in Benin, Burkina Faso, Ghana, Mali, Nigeria, Sudan, Uganda und Zaire verbreitet.
Die Erstbeschreibung durch John Gilbert Baker wurde 1880 veröffentlicht. Synonyme sind Aloe barteri var. lutea A.Chev. (1913) und Aloe trivialis A.Chev. (1952, nom. inval. ICBN-Artikel 36.1).
Aloe schweinfurthii wird in der Roten Liste gefährdeter Arten der IUCN als „Least Concern (LC)“, d. h. nicht gefährdet, eingestuft.

## Nachweise